# Polittico di Cornalba
Il Polittico di Cornalba è una serie di nove dipinti a olio su tavola di Cristoforo Caselli detto Temperello realizzata prima del 1496, smembrata e conservata in diverse località. L'opera doveva essere stata commissionata per la chiesa di San Pietro di Cornalba dove si conservano le tre tavole che componevano la predella dell'opera.

## Storia
Con l'occupazione veneziana del Quattrocento, furono molte le famiglie delle valli di Bergamo a cercare fortuna a Venezia, a trovarla e a commissionare opere d'arte che dovevano onorare le chiese delle località d'origine in stile belliniano, queste opere sono chiamate tesori degli emigranti e hanno dato un'importante ricchezza artistica alla val Brembana e val Seriana diventando la testimonianza dello stile belliniano che era riuscito a espatriare della città lagunare, grazie agli artisti come il Caselli, che pur essendo emiliano, stilisticamente è da ritenersi di cultura veneziana, e il Bartolomeo Vivarini.
Il Caselli viene documentato a Venezia dal 1488 fino al 1496, periodo in cui collaborò con il Giovanni Bellini, Alvise Vivarini, Lattanzio da Rimini, per fare poi ritorno a Parma dove morì nel 1521, ma proprio per questo il polittico dove esser stato eseguito entro il 1496, nel suo periodo veneziano.
L'artista probabilmente conobbe alcuni emigranti presenti a Venezia che gli commissionarono il grande polittico. Non vi sono fonti che li possano identificare, però fu probabilmente l'ultimo lavoro del Caselli su terra veneziana. Erroneamente si era considerato che l'opera fosse stata commissionata per la chiesa di San Bartolomeo di Almenno, invece fu spostato nella chiesa solo dopo il 1760, quando la chiesa di San Pietro a Cornalba fu danneggiata da un incendio provocato da un fulmine. Purtroppo fu poi oggetto di separazione e le diverse tavole furono vendute all'asta, entrando nel mercato dell'antiquariato. La parte superiore venne acquistata da Giacomo Carrara, senza che questi fosse a conoscenza dell'autore e neppure la datazione. I due pannelli con i santi dell'ordine intermedio furono acquistati dalla contessa Noli per poi passare ad altri proprietari fino a essere venduta oltre oceano a Detroit e posta nell'Istituto of Art. Rimasero così nel luogo d'origine solo le tre predelle, anche se ormai se ne era dimenticata la storia, la committenza e l'autore, per questo motivo furono molti i pittori a cui il polittico fu attribuito.

## Descrizione e stile
Il polittico è stato smembrato ed è stata molto difficile la sua ricostruzione essendo le nove tavole distribuite in più località.
Il polittico presentava sul registro superiore le tre tavole raffiguranti San Giovanni Battista e santa Caterina d'Alessandria centrale Madonna col Bambino e a destra santa Maria Maddalena e un apostolo (50x45 ogni pannello). Queste parti sono conservate nella pinacoteca dell'Accademia Carrara. Nell'ordine inferiore centrale il dipinto San Pietro in trono, conservato nella chiesa di San Bartolomeo ad Almenno San Bartolomeo (100x45), e i due laterali le due tavole dei santi ora conservati a Detroit. L'ordine inferiore la predella composta da tre tavole di cui quella centrale raffigurante Cristo con quattro apostoli e laterali le tavole con quattro apostoli per lato ed è conservata a Cornalba (17x42-17x57-17x42), nella chiesa per cui era stata commissionata.

### Le tre tavole della predella
Il polittico nella sua forma originale integra fu descritto nella relazione della visita pastorale del vescovo Luigi Ruzzini del 1699. La descrizione presenta un importante dipinto ospitato nel coro dove è ospitato centrale la figura di san Pietro seduto in trono.
Nel 2002 la predella, conservata nella parete destra del presbiterio, fu oggetto di restauro che ha evidenziato come l'immagine centrale di Cristo reggente la sfera del mondo, ha in mano anche le chiavi, ponendo quindi il santo titolare della chiesa, protagonista anche della predella, furono probabilmente i committenti a chiedere che venisse modificato con l'immagine di Cristo che il Temperello lo raffigura frontale, ieratico, con il libro delle scritture aperto e posto su di un piano della balaustra. Gli apostoli al suo fianco si rivolgono a lui. Alla sua sinistra vi sono san Matteo con il libro e san Paolo con la spada,, mentre a destra sant'Andrea con la croce, e san Giacomo il Maggiore bastone da pellegrino. La tavola a sinistra raffigura i santi Filippo, Tommaso Simone e Giuda Timoteo, e quella a destra i santi Giovanni Battista, Giacomo Minore Bartolomeo e Pietro con le chiavi. Pietro fu sicuramente aggiunto successivamente proprio per quanto detto riguardo l'immagine di Cristo.
Gli apostoli sono raffigurati in movimento, i busti hanno una rotazione che definisce una linea ondulatoria a tutta l'opera. Le immagini sono inserite in uno sfondo che dall'azzurro si stempera al bianco.

### San Pietro in cattedra
La tavola conservata sulla parete laterale della seconda cappella sinistra della chiesa intitolata al santo protettore di Almenno San Bartolomeo. L'immagine è imponente; il santo, indossa gli abiti da pontefice con tiara e piviale, seduto su di un trono rialzato, regge il libro con la mano destra mentre la mano sinistra mostra l'indice destro benedicente. Ai suoi piedi, su di un tappeto rosso vi sono raffigurate le grandi chiavi. Essere raffigurato assiso sul trono, lo pone come fondatore della chiesa legittimando essere stato primo papa. Lo sfondo è composto da un muretto e da un cielo che volge al sereno. Il trono è posto su alcuni gradini di cui l'artista si cura a presentare la prospettiva e dove è inserita la firma chiristophorus parmensi/p. Il dipinto presenta assonanze con la pittura veneta che a Temperello ha contribuito a portare a Bergamo.